# 李東仁
李 東仁（イ・ドンイン、1849年 - 1881年）は、李氏朝鮮末期の仏教僧。早くから開化思想に目覚め、日本にも密航した開化派の先駆者。僧李東仁（スン・イ・ドンイン）と呼ばれることが多い。

## 生涯
1870年代前半の時点で、既に日本に深い興味を持つに至っており、江華島事件の通訳を務めた本願寺の僧侶・楓玄哲と親交を結んだ。また、花房義質公使一行が交渉のために江華島へ来る度に彼らの許を訪れ、日本人との交流を深めていった。1878年に浄土真宗 大谷派が釜山に東本願寺別院を開いて布教活動を開始すると、そこに出入りして更に日本との人脈を開拓していった。また、仏教徒である金玉均と知り合った。
1879年、李東仁は金玉均や朴泳孝、さらに花房公使らの支援を得て、日本に向けて密出国した。日本に潜入してからは京都・東本願寺に潜伏した。京都で約半年間日本語を学んだ後に東京に赴き、東本願寺の僧侶である寺田福寿の紹介で福沢諭吉の許を訪れ、その後も朝野の偽名を用いて度々福沢邸に出入りした。
また、日本の政治家・民間人だけでなく、アーネスト・サトウを訪ねて、英国の支援を求めた。サトウは李東仁の人間性を信頼し、代理公使ケネディの許可を得て、李東仁を「英国の代理人」に任命している。
東京では、修信使として来日していた金弘集と会って親交をむすび、1880年9月に一緒に帰国した。金弘集の紹介で閔妃の甥である閔泳翊を知り、その肝いりで、朝鮮国王高宗に拝謁して日本の国情と開国の必要なことを説き、高宗の特別な寵愛を受けた。 
1880年10月駐日清公使何如璋に米韓条約締結のあっせんを要請するために来日、約1か月間東京に滞在しながら、日本の指導者と接触して帰国した。 1881年2月統理機務衙門参謀官に任命され、「紳士遊覧団」と呼ばれる日本への視察団を派遣することを推進したが、同年3月頃に朝鮮王朝の政権勢力によって暗殺された。やや高慢の振る舞いがあったのが暗殺の原因ともされている。